# Rally de Argentina de 2019
El Rally de Argentina de 2019, oficialmente llamada Xion Rally Argentina 2019, fue la 39.ª edición y la quinta ronda de la temporada 2019 del Campeonato Mundial de Rally. Se celebró del 25 al 28 de abril y contó con un itinerario de dieciocho tramos sobre tierra que sumaron un total de 347,50 km cronometrados. Fue también la quinta ronda del campeonato WRC 2 y del WRC 2 Pro.

## Lista de inscritos
| Num.                       | Piloto               | Copiloto           | Automóvil              | Equipo                  | Neumático |
| -------------------------- | -------------------- | ------------------ | ---------------------- | ----------------------- | --------- |
| 1                          | Sébastien Ogier      | Julien Ingrassia   | Citroën C3 WRC         | Citroën Total WRT       | M         |
| 3                          | Teemu Suninen        | Marko Salminen     | Ford Fiesta WRC        | M-Sport Ford WRT        | M         |
| 4                          | Esapekka Lappi       | Janne Ferm         | Citroën C3 WRC         | Citroën Total WRT       | M         |
| 5                          | Kris Meeke           | Sebastian Marshall | Toyota Yaris WRC       | Toyota Gazoo Racing WRT | M         |
| 6                          | Dani Sordo           | Carlos del Barrio  | Hyundai i20 Coupe WRC  | Hyundai Shell Mobis WRT | M         |
| 8                          | Ott Tänak            | Martin Järveoja    | Toyota Yaris WRC       | Toyota Gazoo Racing WRT | M         |
| 10                         | Jari-Matti Latvala   | Miikka Anttila     | Toyota Yaris WRC       | Toyota Gazoo Racing WRT | M         |
| 11                         | Thierry Neuville     | Nicolas Gilsoul    | Hyundai i20 Coupe WRC  | Hyundai Shell Mobis WRT | M         |
| 33                         | Elfyn Evans          | Scott Martin       | Ford Fiesta WRC        | M-Sport Ford WRT        | M         |
| 89                         | Andreas Mikkelsen    | Anders Jæger       | Hyundai i20 Coupe WRC  | Hyundai Shell Mobis WRT | M         |
| 21                         | Gus Greensmith       | Elliott Edmondson  | Ford Fiesta R5         | M-Sport Ford WRT        | M         |
| 22                         | Mads Østberg         | Torstein Eriksen   | Citroën C3 R5          | Citroën Total           | M         |
| 23                         | Marco Bulacia        | Fabián Catu        | Škoda Fabia R5         | Škoda Motorsport        | M         |
| 41                         | Benito Guerra Jr.    | Jaime Zapata       | Škoda Fabia R5         | Benito Guerra Jr.       | M         |
| 42                         | Alberto Heller       | José Díaz          | Ford Fiesta R5         | Alberto Heller          | M         |
| 43                         | Kajetan Kajetanowicz | Maciej Szczepaniak | Volkswagen Polo GTI R5 | Kajetan Kajetanowicz    | P         |
| 44                         | Takamoto Katsuta     | Daniel Barritt     | Ford Fiesta R5         | Takamoto Katsuta        | P         |
| 45                         | Pedro Heller         | Marc Martí         | Ford Fiesta R5         | Pedro Heller            | M         |
| 46                         | Paulo Nobre          | Gabriel Morales    | Škoda Fabia R5         | Paulo Nobre             | P         |
| Fuente: rallyargentina.com |                      |                    |                        |                         |           |

## Resultados

### Itinerario
| Día                      | Tramo | Nombre                          | Distancia | Ganador de la etapa | Automóvil             | Tiempo    | Líder de la general |
| ------------------------ | ----- | ------------------------------- | --------- | ------------------- | --------------------- | --------- | ------------------- |
| Día 1 (25 abr)           | —     | Villa Carlos Paz (Shakedown)    | 4.25 km   | Ott Tänak           | Toyota Yaris WRC      | 2:34.9    | —                   |
| Día 1 (25 abr)           | SS1   | SSS Villa Carlos Paz            | 1.90 km   | Ott Tänak           | Toyota Yaris WRC      | 1:58.6    | Ott Tänak           |
| Día 2 (26 abr)           | SS2   | Las Bajadas - Villa del Dique 1 | 16.65 km  | Kris Meeke          | Toyota Yaris WRC      | 9:19.1    | Ott Tänak           |
| Día 2 (26 abr)           | SS3   | Amboy - Yacanto 1               | 29.85 km  | Cancelado           | Cancelado             | Cancelado | Ott Tänak           |
| Día 2 (26 abr)           | SS4   | Santa Rosa - San Agustín 1      | 23.44 km  | Thierry Neuville    | Hyundai i20 Coupe WRC | 14:05.5   | Kris Meeke          |
| Día 2 (26 abr)           | SS5   | SSS Parque Temático 1           | 6.04 km   | Andreas Mikkelsen   | Hyundai i20 Coupe WRC | 4:45.4    | Kris Meeke          |
| Día 2 (26 abr)           | SS6   | Las Bajadas - Villa del Dique 2 | 16.65 km  | Ott Tänak           | Toyota Yaris WRC      | 9:09.7    | Kris Meeke          |
| Día 2 (26 abr)           | SS7   | Amboy - Yacanto 2               | 29.85 km  | Ott Tänak           | Toyota Yaris WRC      | 17:38.5   | Ott Tänak           |
| Día 2 (26 abr)           | SS8   | Santa Rosa - San Agustín 2      | 23.44 km  | Thierry Neuville    | Hyundai i20 Coupe WRC | 13:47.6   | Thierry Neuville    |
| Día 3 (27 abr)           | SS9   | Tanti - Mataderos 1             | 13.92 km  | Thierry Neuville    | Hyundai i20 Coupe WRC | 9:08.1    | Thierry Neuville    |
| Día 3 (27 abr)           | SS10  | Mataderos - Cuchilla Nevada 1   | 22.67 km  | Ott Tänak           | Toyota Yaris WRC      | 11:56.1   | Thierry Neuville    |
| Día 3 (27 abr)           | SS11  | Cuchilla Nevada - Characato 1   | 33.65 km  | Ott Tänak           | Toyota Yaris WRC      | 19:45.8   | Thierry Neuville    |
| Día 3 (27 abr)           | SS12  | SSS Parque Temático 2           | 6.04 km   | Andreas Mikkelsen   | Hyundai i20 Coupe WRC | 4:41.3    | Thierry Neuville    |
| Día 3 (27 abr)           | SS13  | Tanti - Mataderos 2             | 13.92 km  | Sébastien Ogier     | Citroën C3 WRC        | 8:59.9    | Thierry Neuville    |
| Día 3 (27 abr)           | SS14  | Mataderos - Cuchilla Nevada 2   | 22.67 km  | Sébastien Ogier     | Citroën C3 WRC        | 11:44.4   | Thierry Neuville    |
| Día 3 (27 abr)           | SS15  | Cuchilla Nevada - Characato 2   | 33.65 km  | Andreas Mikkelsen   | Hyundai i20 Coupe WRC | 19:34.5   | Thierry Neuville    |
| Día 4 (28 abr)           | SS16  | Copina - El Cóndor              | 16.43 km  | Kris Meeke          | Toyota Yaris WRC      | 13:08.2   | Thierry Neuville    |
| Día 4 (28 abr)           | SS17  | Mina Clavero - Giulio Cesare    | 20.30 km  | Thierry Neuville    | Hyundai i20 Coupe WRC | 17:02.6   | Thierry Neuville    |
| Día 4 (28 abr)           | SS18  | El Cóndor (Power Stage)         | 16.43 km  | Sébastien Ogier     | Citroën C3 WRC        | 13:02.1   | Thierry Neuville    |
| Fuente: ewrc-results.com |       |                                 |           |                     |                       |           |                     |

## Clasificación final
| World Rally Championship | World Rally Championship | World Rally Championship | World Rally Championship | World Rally Championship | World Rally Championship | World Rally Championship |
| Pos.                     | Piloto                   | Copiloto                 | Automóvil                | Equipo                   | Tiempo                   | Puntos                   |
| ------------------------ | ------------------------ | ------------------------ | ------------------------ | ------------------------ | ------------------------ | ------------------------ |
| 1                        | Thierry Neuville         | Nicolas Gilsoul          | Hyundai i20 Coupe WRC    | Hyundai Shell Mobis WRT  | 3:20:54.6                | 25+3                     |
| 2                        | Andreas Mikkelsen        | Anders Jæger             | Hyundai i20 Coupe WRC    | Hyundai Shell Mobis WRT  | +48.4                    | 18                       |
| 3                        | Sébastien Ogier          | Julien Ingrassia         | Citroën C3 WRC           | Citroën Total WRT        | +1:04.8                  | 15+5                     |
| 4                        | Kris Meeke               | Sebastian Marshall       | Toyota Yaris WRC         | Toyota Gazoo Racing WRT  | +1:06.2                  | 12                       |
| 5                        | Jari-Matti Latvala       | Miikka Anttila           | Toyota Yaris WRC         | Toyota Gazoo Racing WRT  | +1:21.1                  | 10+4                     |
| 6                        | Dani Sordo               | Carlos del Barrio        | Hyundai i20 Coupe WRC    | Hyundai Shell Mobis WRT  | +1:26.7                  | 8+2                      |
| 7                        | Teemu Suninen            | Marko Salminen           | Ford Fiesta WRC          | M-Sport Ford WRT         | +4:57.3                  | 6                        |
| 8                        | Ott Tänak                | Martin Järveoja          | Toyota Yaris WRC         | Toyota Gazoo Racing WRT  | +14:24.8                 | 4+1                      |
| 9                        | Mads Østberg             | Torstein Eriksen         | Citroën C3 R5            | Citroën Total            | +14:28.5                 | 2                        |
| 10                       | Pedro Heller             | Marc Martí               | Ford Fiesta R5           | Pedro Heller             | +20:14.5                 | 1                        |
| Fuente: ewrc-results.com |                          |                          |                          |                          |                          |                          |

| World Rally Championship 2 Pro | World Rally Championship 2 Pro | World Rally Championship 2 Pro | World Rally Championship 2 Pro | World Rally Championship 2 Pro | World Rally Championship 2 Pro | World Rally Championship 2 Pro | World Rally Championship 2 Pro |
| Pos.                           | Piloto                         | Copiloto                       | Automóvil                      | Equipo                         | Neumático                      | Tiempo                         | Puntos                         |
| ------------------------------ | ------------------------------ | ------------------------------ | ------------------------------ | ------------------------------ | ------------------------------ | ------------------------------ | ------------------------------ |
| 1 (9.)                         | Mads Østberg                   | Torstein Eriksen               | Citroën C3 R5                  | Citroën Total                  | M                              | 3:35:23.1                      | 25                             |
| 2 (15.)                        | Gus Greensmith                 | Elliott Edmondson              | Ford Fiesta R5                 | M-Sport Ford WRT               | M                              | +21:02.3                       | 18                             |
| World Rally Championship 2     |                                |                                |                                |                                |                                |                                |                                |
| Pos.                           | Piloto                         | Copiloto                       | Automóvil                      | Equipo                         | Neumático                      | Tiempo                         | Puntos                         |
| 1 (10.)                        | Pedro Heller                   | Marc Martí                     | Ford Fiesta R5                 | Pedro Heller                   | M                              | 3:41:09.1                      | 25                             |
| 2 (12.)                        | Benito Guerra Jr.              | Jaime Zapata                   | Škoda Fabia R5                 | Benito Guerra Jr.              | M                              | +9:34.8                        | 18                             |
| 3 (13.)                        | Paulo Nobre                    | Gabriel Morales                | Škoda Fabia R5                 | Paulo Nobre                    | P                              | +11:11.0                       | 15                             |
| 4 (14.)                        | Alberto Heller                 | José Díaz                      | Ford Fiesta R5                 | Alberto Heller                 | M                              | +14:06.0                       | 12                             |
| 5 (16.)                        | Takamoto Katsuta               | Daniel Barritt                 | Ford Fiesta R5                 | Takamoto Katsuta               | P                              | +18:11.6                       | 10                             |
| Fuente: ewrc-results.com       |                                |                                |                                |                                |                                |                                |                                |

## Clasificaciones tras la carrera
| Posición | Piloto           | Puntos | Cambios de posición |
| -------- | ---------------- | ------ | ------------------- |
| 1        | Thierry Neuville | 110    | Sin cambios         |
| 2        | Sébastien Ogier  | 100    | Sin cambios         |
| 3        | Ott Tänak        | 82     | Sin cambios         |
| 4        | Kris Meeke       | 54     | Crecimiento         |
| 5        | Elfyn Evans      | 43     | Decrecimiento       |

| Posición | Equipo                  | Puntos | Cambios de posición |
| -------- | ----------------------- | ------ | ------------------- |
| 1        | Hyundai Shell Mobis WRT | 157    | Sin cambios         |
| 2        | Toyota Gazoo Racing WRT | 120    | Crecimiento         |
| 3        | Citroën Total WRT       | 117    | Decrecimiento       |
| 4        | M-Sport Ford WRT        | 78     | Sin cambios         |